# Europinidyna
Europinidyna (Eu) – organiczny związek chemiczny z grupy O-metylowanych antocyjanidynów, nadający roślinom niebieskawo-czerwoną barwę. Jest rzadkim O-metylowanym flawonoidem, będącym pochodną delfinidyny. Można go znaleźć w gatunkach Plumbago europaea i rodzaju Ceratostigma.